# Pepe Larraz
Pepe Larraz (Madrid, 23 de enero de 1981) es un historietista español. 

## Biografía
Pepe Larraz estudió en la Escuela nº 1 de Madrid Bachillerato Artístico y posteriormente Historia del Arte en la UCM.
Como otros tantos artistas comienza su trayectoria en fanzines siendo su origen como dibujante de cómics profesional la obra "Cristi y sus movidas" (2003).
Tras un periodo de tiempo en el que compagina trabajos de publicidad con publicaciones en varias revistas (Diez Dedos, Dos veces breve, Arruequen, Gato Negro, Lunatico, Lovexpress, etc.) da el salto a los EE. UU. en 2010 para comenzar a dibujar para Marvel un número de New Avengers: Luke Cage (aunque hay rumores que lo primero que dibujó para Marvel nunca fue publicado). Tras esa primera toma de contacto con el mercado americano, ha ido desarrollando su carrera como dibujante de cómics para Marvel en otras colecciones como Spidergirl , Thor o Wolverine and the X-Men llegando incluso a dibujar a todo un caballero Jedi en Kanan, The Last Padawan. Tras revitalizar junto a Jonathan Hickman el universo de los mutantes con House of X, actualmente es ya toda una estrella consagrada en el Universo Marvel Comics. Próximamente (septiembre de 2020) se publicará su nuevo proyecto X of Swords, (también junto a Jonathan Hickman).

## Obras publicadas
- Cristi y sus movidas #1-2
- Barcelona Tm.
- The New Avengers: Luke Cage #2-3
- Klaws of the Panther #3
- Web of Spider-Man: The Extremest #11-12
- X-Men: To serve and protect #1
- Fear Itself: The Home front #1
- Spider Island: The Amazing Spider-girl #1-3
- Captain America #615-616
- Ultimate Comics Spider-Man #16-17
- Marvel Adventures Superheroes #21
- The Mighty Thor #9-11, 14-17
- Journey into Mystery Vol 1 #651
- Venom Vol 2 #36
- Avengers Assemble Vol 2 #20
- Thor Season One
- Wolverine and the X-Men Vol 1 #30, #38-42
- Wolverine and the X-Men Vol 2 #6
- The Superior Foes of Spider-Man Vol 1 #10
- Deadpool vs. X-Force Vol 1 #1-4
- Inhuman Vol 1 #7-8
- AXIS: Revolution Vol 1 #3
- OGN Avengers: Rage of Ultron
- Kanan:The Last Padawan #1-11
- X-Men '92 #1-4
- Deadpool: Too Soon? #1,#4
- Uncanny Avengers #9-12, #15-20, #22-23
- Marvel Legacy Vol 1 #1
- Avengers Vol 1 #675-678 , #689-690
- Extermination Vol 1 #5
- Empyre: Avengers Vol 1 0
- House of X #1-6
- Big Game #1-5